# Mechanisierte und Leichte Truppen

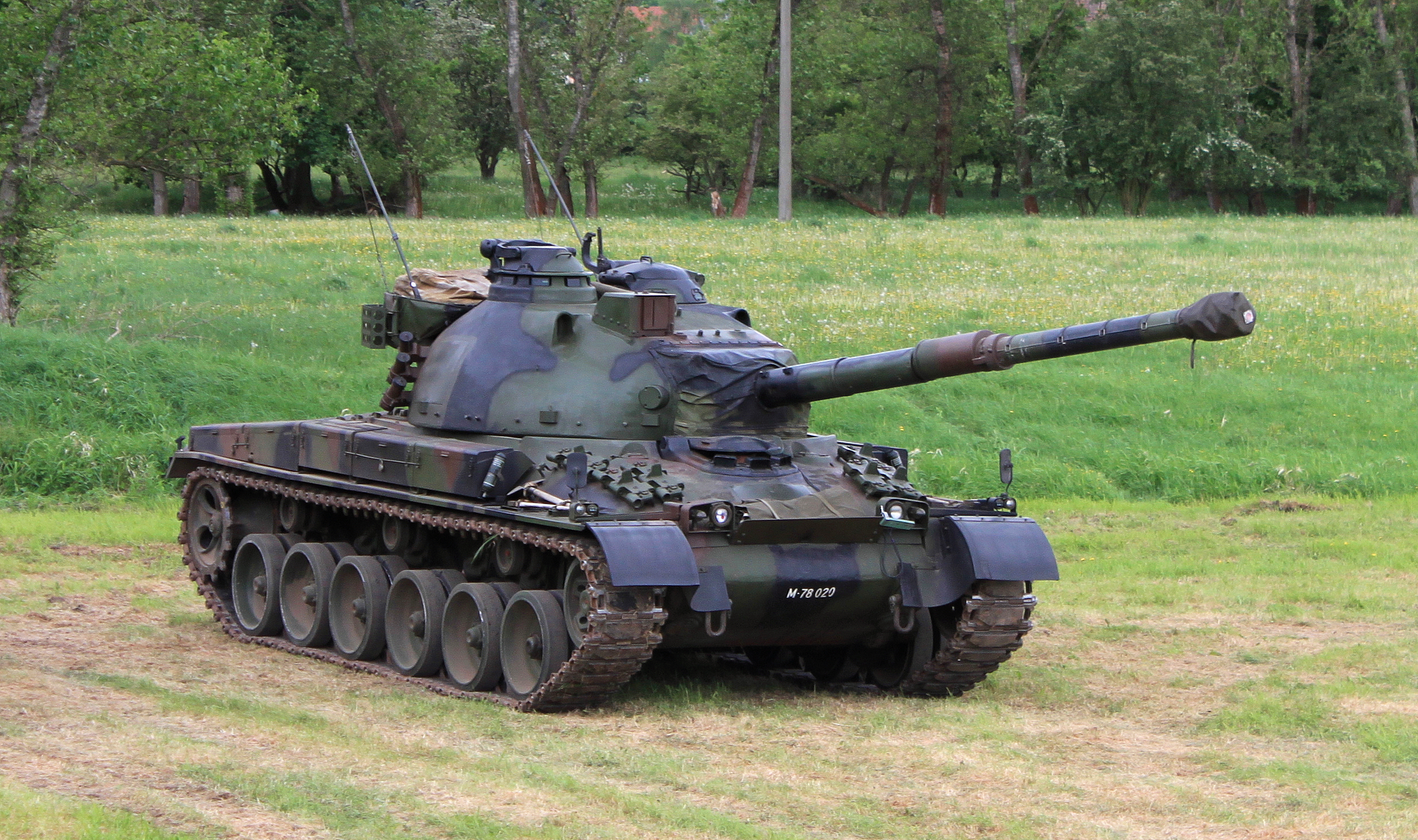
Panzer 68/88

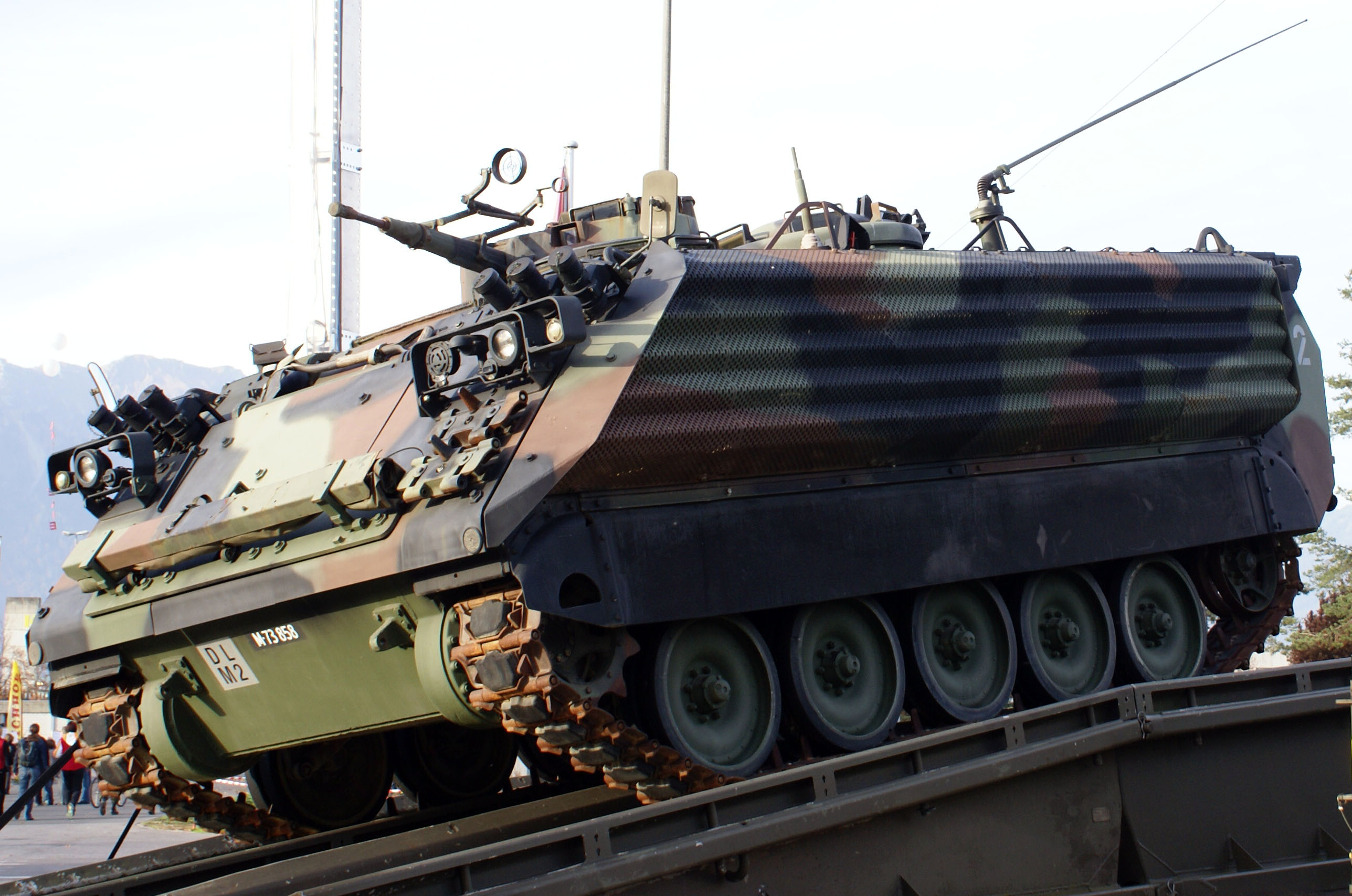
Schützenpanzer 63/89

Die Mechanisierten und Leichten Truppen (französisch troupes mécanisées et légères) waren eine Truppengattung der Schweizer Armee von 1962 bis 2003.
Die Truppengattung existierte in den Strukturen Armee 61 und Armee 95. Seither wird die Bezeichnung Panzertruppen verwendet, wobei mechanisierte Verbände jetzt auch bei der Infanterie, der Artillerie und den Genietruppen vorhanden sind.
Die MLT enthielten neben den Panzer- und Panzergrenadierverbänden auch die Leichten Truppen, die mit Radfahrzeugen oder Fahrrädern ausgerüstet waren. Dazu gehörten die Radfahrtruppen, Aufklärer und Panzerjäger, sowie die Stabsfunktionen (Stabskompanie).